# الموازنة بين أبي تمام والبحتري
الموازنة بين أبي تمام والبحتري أو الموازنة بين الطائيين هو كتاب ألفه أبو القاسم الحسن بن بشر الآمدي المتوفى عام 371 للهجرة يقدم فيه مقارنة بين الشاعرين المذكورين.

## مواضيع الكتاب
ينقسم الكتاب لعدة محاور، هي:
1ـ المحاجّة بين أنصار أبي تمام وأنصار البحتري.
2ـ مساوئ الشاعرين.
3ـ محاسن الشاعرين.
4ـ الموازنة بين معاني الشاعرين

## المحتوى
يركّز الكتاب على مذهبين فنّيين تكوّنا في القرن الثالث الهجري، وهما: مذهب أبي تمام الذي كان يعنى بالتعمق بالمعاني، كما كان يعنى بالمحسنات البديعية وبالغ وأسرف فيها. ومذهب البحتري الذي كان يحذو حذو الأوائل، واعتنى بحلاوة اللفظ ونقاء العبارة، واستخدم المحسنات البديعية ولكن دون إسراف أو تكلّف. والمؤلف يتغاضى عن ذكر النتيجة النهائية ولمن كانت الغلبة إلا أنه من الواضح -من وجهة نظره- تفوق البحتري، رغم ماذكر بأنه سيكون موضوعياً في طرحه، ومحايداً في موقفه، لكن واضحاً، تحيزه الشديد للبحتري وتعصبه له، رغم محاولته إخفاء ذلك. والكتاب بجملته يعدّ من أهم كتب النقد في تلك الحقبة التاريخية.

## راجع أيضا
- أبو تمام
- البحتري